# Grauert–Riemenschneiders försvinnandesats
Inom matematiken är Grauert–Riemenschneiders försvinnandesats en utvidgning av Kodairas försvinnandesats om försvinnandet av högre kohomologigrupper av koherenta kärvor på en kompakt komplex mångfald, bevisad av Grauert och Riemenschneider (1970).